# فرودگاه شهری ریچلند
 فرودگاه شهری ریچلند (به انگلیسی: Richland Municipal Airport) یک فرودگاه همگانی بهره‌برداری هوایی است که یک باند فرود آسفالت دارد و طول باند آن ۹۱۴ متر است. این فرودگاه در کشور ایالات متحده آمریکا قرار دارد و در ارتفاع ۳۳۸ متری از سطح دریا واقع شده است.